# Mark Harelik
Marcus Frank 'Mark' Harelik (Hamilton (Texas), 5 juni 1951) is een Amerikaans acteur.

## Biografie
Harelik werd geboren in Hamilton (Texas) en verhuisde in 1987 naar Los Angeles voor zijn acteercarrière.
Harelik begon in 1983 met acteren in de televisieserie Bring 'Em Back Alive, waarna hij nog meerdere rollen speelde in televisieseries en films.
Harelik is in 2004 getrouwd met actrice Spencer Kayden met wie hij een zoon heeft.

## Filmografie

### Films
Uitgezonderd korte films.
- 2017 Battle of the Sexes - als Hank Greenberg
- 2015 Trumbo - als Edward 'Ed' Muhl
- 2015 This Isn't Funny - als Joseph Thompson
- 2013 42 – als Herb Pennock
- 2010 Deadly Honeymoon – als kapitein
- 2009 The Job – als Martin
- 2009 TiMER – als dr. Serious
- 2007 Watching the Detectives – als rechercheur Barloe
- 2006 For Your Consideration – als gast ronde tafel
- 2005 Mystery Woman: Vision of a Murder – als George Robbins
- 2004 Eulogy – als Burt
- 2003 War Stories – als ??
- 2001 Jurassic Park III – als Ben Hildebrand
- 1999 Hefner: Unauthorized – als Mike Wallace
- 1999 Come On, Get Happy: The Partridge Family Story – als Alex
- 1999 Election – als Dave Novotny
- 1998 The Swan Princess: Sing Along – als Lord Rogers (stem)
- 1995 My Brother's Keeper – als Stockton
- 1994 The Swan Princess – als Lord Rogers (stem)
- 1993 Barbarians at the Gate – als Peter Atkins
- 1990 A Gnome Named Gnorm – als rechercheur Kaminsky

### Televisieseries
Uitgezonderd eenmalige gastrollen.
- 2024 Presumed Innocent - als Liam Reynolds - 2 afl.
- 2019-2021 The Morning Show - als Richard - 4 afl.
- 2020 Perry Mason - als Lyle - 2 afl.
- 2016-2019 Preacher - als God - 15 afl.
- 2018 Castle Rock - als Gordon - 3 afl.
- 2017-2018 Imposters - als Arthur Bloom - 5 afl.
- 2013-2015 Getting On – als dr. Paul Stickley – 14 afl.
- 2012 Awake – als Carl Kessel – 5 afl.
- 2007-2008 The Big Bang Theory – als dr. Eric Gablehauser – 5 afl.
- 2007 Heartland – als Tripp Jacobs – 2 afl.
- 2007 Prison Break – als Marty Gregg – 2 afl.
- 2004 Will & Grace – als Tim – 2 afl.
- 1999 Boy Meets World – als Jedediah Lawrence – 3 afl.
- 1998 Veronica's Closet – als Paul Byrne – 2 afl.
- 1995-1996 Almost Perfect – als Charles Kind – 3 afl.
- 1993-1996 Wings – als Davis Lynch – 5 afl.
- 1993 Hearts Afire – als Reed Folsom – 4 afl.

## TheaterwerkBroadway
- 2011 The Normal Heart – toneelstuk – als Ben Weeks
- 2010 Mrs. Warren's Profession – toneelstuk – als sir George Crofts
- 2005-2006 The Light in the Piazza – musical – als Signor Naccarelli

- Gemeinsame Normdatei: 135455715
- International Standard Name Identifier: 0000 0003 9905 5492
- Library of Congress Control Number: n86142603
- Nationale Bibliotheek van Israël: 987007271408005171
- Virtual International Authority File: 80195250
- WorldCat: E39PBJrgCMFCygMFGfgkGC4KBP